# Rubicon (Belgique)
Pour les articles homonymes, voir Rubicon (homonymie).
 (janvier 2016).
Si vous disposez d'ouvrages ou d'articles de référence ou si vous connaissez des sites web de qualité traitant du thème abordé ici, merci de compléter l'article en donnant les références utiles à sa vérifiabilité et en les liant à la section « Notes et références ».
Le Rubicon est une rivière de Belgique, affluent en rive droite de l'Amblève faisant partie du bassin versant de la Meuse. Il coule entièrement en province de Liège dans la région calcaire de la Calestienne.

## Géographie
Le Rubicon est une rivière souterraine qui a formé les grottes de Remouchamps. Celles-ci, ouvertes au public depuis 1912, sont navigables sur plus de 600 mètres, ce qui, selon les dépliants touristiques, constitue la plus longue navigation souterraine du monde.
Le Rubicon recueille les eaux souterraines issues de chantoires situés dans le vallon des Chantoirs, qui s'étend de Louveigné (commune de Sprimont) à Remouchamps (commune d'Aywaille).
Ces chantoirs sont alimentés par plusieurs ruisseaux parmi lesquels :
- le ruisseau du Fond des Pipires via le chantoir de Grandchamp, près d'Adzeux ;
- le ruisseau de Banneway via le chantoir d'Adzeux, à Adzeux ;
- le ruisseau du Fond Bastin via le chantoire du Trou du Moulin ou Rouge-Thier, entre Deigné et Adzeux ;
- le ry del Pontinne via le chantoire de Pussin, entre Deigné et Hassoumont ;
- le ruisseau de Makinai via le chantoir de Béronri, près de Hotchamps[1]
- un ruisseau innommé, via le chantoir Trou-le-Coq, près de Hotchamps ;
- les ruisseaux des Stanches et du Coreux via le chantoire de Cheffosse, près de Deigné ;
- le ruisseau de Mainire via le chantoire de Sécheval, entre Remouchamps et Deigné.

D'autres chantoirs de la région, dont celui de Blindef alimenté par le ruisseau des Pierres, drainent leurs eaux vers la Vesdre via Gomzé-Andoumont.